# Stor-Lapptjärnen (Degerfors socken, Västerbotten)
Stor-Lapptjärnen är en sjö i Vindelns kommun i Västerbotten och ingår i Sävaråns huvudavrinningsområde. Sjöns area är 0,033 kvadratkilometer och den befinner sig 250 meter över havet.